# Воротынский, Михаил Иванович
Князь Михаил Иванович Воротынский (род. по разным подсчётам около 1510, либо в 1513 или 1514, либо даже между 1516 и 1519; ум. после 12 июня 1573) — русский воевода и боярин из рода верховских князей Воротынских, ветви Рюриковичей. Выдающийся полководец, герой взятия Казани и битвы при Молодях. Составитель первого русского воинского устава — Боярского приговора о станичной и сторожевой службе.

## Биография
Михаил Иванович Воротынский был вторым сыном удельного князя и московского боярина Ивана Михайловича Воротынского, от брака с Анастасией Захарьиной-Юрьевой. Имел двух братьев — Владимира и Александра. В 1534 году отец, вместе со своими тремя сыновьями был арестован, лишён своего удела (Воротынского княжества) и отправлен в ссылку на Белоозеро. После смерти отца Михаил Иванович отпущен на свободу и получил треть его удела.
Впоследствии стал одним из приближённых царя Ивана Грозного. Из-за своих обширных земельных владений на юге государства и связанных с ними организационных и мобилизационных возможностей нёс военную службу, в основном, на южном направлении. Возглавлял русские войска в противостоянии с Крымским ханством, руководил строительством оборонительных сооружений. Историк Дмитрий Володихин отмечает, что отношение к Воротынскому при дворе всегда было настороженным и недоверчивым, что было связано с его полусамостоятельным статусом в качестве одного из немногих сохранившихся к эпохе царствования Ивана Грозного удельных князей. В Москве постоянно побаивались какого-либо сговора Воротынского с Литвой либо с крымским ханом.

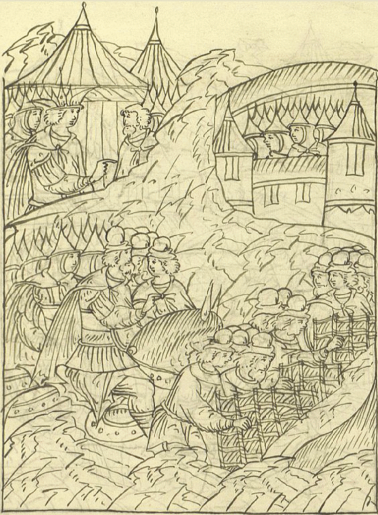
Михаил Воротынский приказывает установить туры

### Начало военной службы
Знатность рода давала князю в местнической системе значительные преимущества и способствовала его военной карьере. В 1542 году с отрядом из Одоева преследовал отступающих крымцев, догнав и разбив их на Куликовом поле. В 1539 году Воротынский — второй воевода в Одоеве, в 1542-м — первый воевода в Белёве, а в 1544 году — второй воевода большого полка на береговой службе и наместник в Калуге. Осенью того же года из-за местнического спора трёх князей, оборонявших южный рубеж — Петра Щенятева, Константина Курлятева и Михаила Воротынского — войску крымского «царевича» Имин-Гирея удалось разорить окрестности Белёва и Одоева, пленив многих жителей. Из-за этого Воротынского направили на воеводство в отдалённый Васильсурск.

### Казанские походы

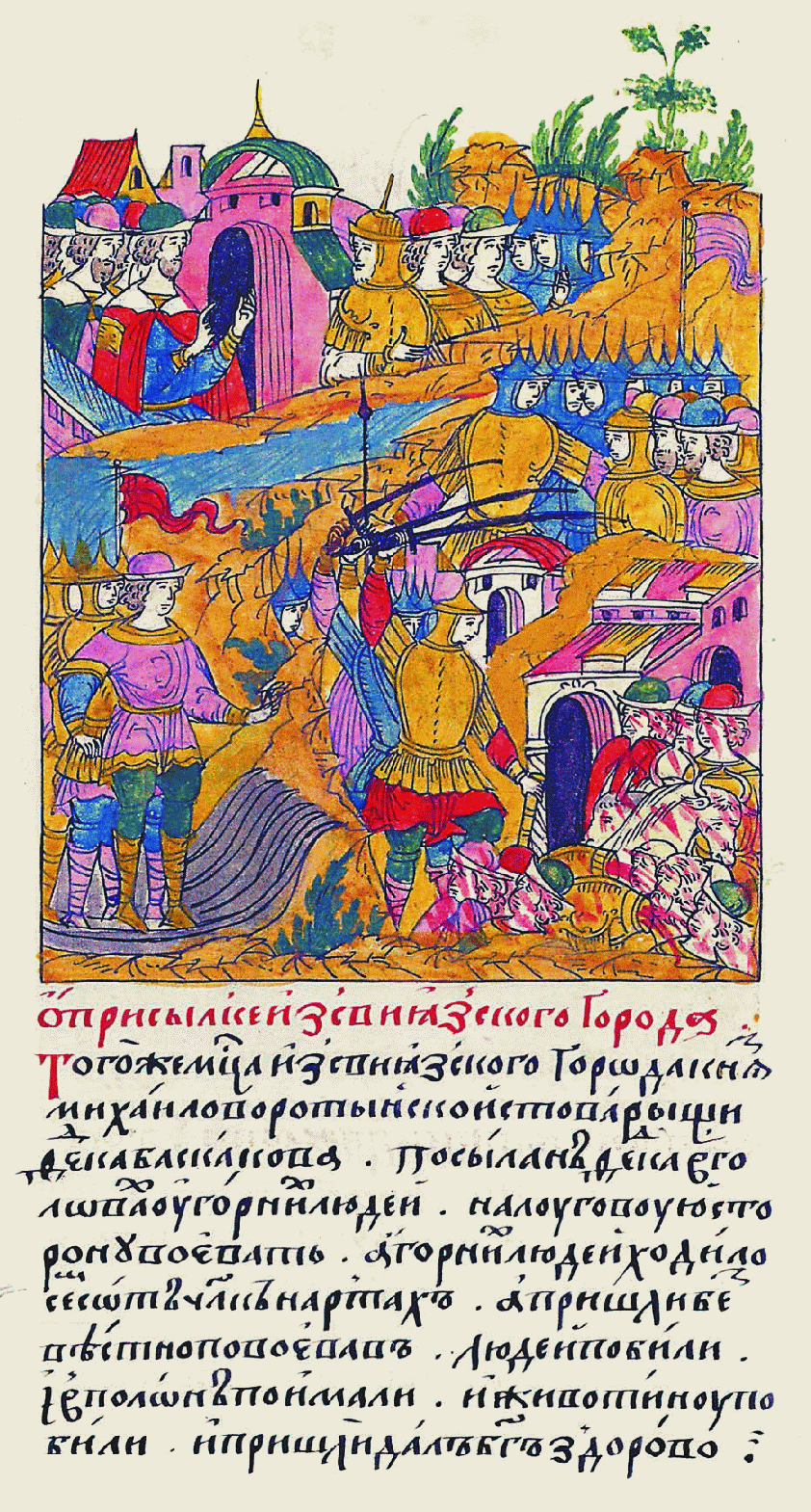
Лицевой летописный свод: «В том же месяце прислал из Свияжского города князь Михайло Воротынский с товарищами Федьку Баскакова: послан был Федька в головах у горных людей на Луговую сторону воевать, а горных людей ходило семьсот человек на лыжах; а пришли безвестно, повоевав, людей побили и полон взяли, и животину побили; и пришли, дал Бог, здравыми»

Был одним из командующих во время Казанских походов: в 1547 году — воевода полка правой руки, в 1549 году — воевода левой руки в Ярославле, участвовал во втором зимнем государевом походе на Казань. В 1552 году — второй воевода большого полка. Именно взятие Казани принесло Воротынскому всеобщую известность и славу. 26 августа 1552 года он руководил частью большого полка, который под интенсивным огнём казанцев подкатывал к городской стене туры — осадные укрепления в виде башенок. Людям Воротынского удалось в том числе отразить вылазку из города, предпринятую оборонявшимися. Подкатив туры на необходимое расстояние, Воротынский приказал рыть вокруг них окопы и оборонял захваченные позиции всю последующую ночь, в течение которой казанцы не раз совершали вылазки. Впоследствии, на позициях Воротынского русские войска установили артиллерию, которая наносила городу серьёзный урон, а военный инженер дьяк Иван Выродков соорудил 13-метровую передвижную башню. Когда казанцы совершили ещё одну крупную вылазку, завязался тяжёлый бой, в ходе которого Воротынский был легко ранен. Однако и эту атаку удалось отбить. 30 сентября, когда русские подорвали мины и разрушили большой участок городской стены, Воротынский участвовал в приступе Арских ворот и захватил участок стены, на котором со своими людьми удерживался два дня. Генерального приступа не последовало, основное русское войско лишь готовилось к нему, пока казанцы вновь укреплялись в городе. За это время Воротынский с помощью немецкого «розмысла» (инженера) вывел подкоп под позицию неприятеля и взорвал её с помощью 48 бочек пороха. Когда же начался генеральный приступ, Воротынский со своим полком был в самой гуще событий. После взятия города Воротынский получил почётное задание возглавлять ту часть русской армии, которой возвращалась в Москву «полем» (то есть по суше, а не по воде), а за воинские заслуги при осаде и боях на улицах города был включён в состав Ближней думы царя.
После непродолжительного пребывания на крымской украине, в 1554—1555 годах Воротынский находится на воеводстве в Свияжске, который тогда рассматривался ключевой стратегической крепостью для контроля над Казанью. В это время здесь разыгралась Первая черемисская война.

### Служба на южных рубежах
В последующие годы Воротынский принимал участие в обороне Русского государства на южных рубежах от крымско-ногайских набегов. В 1559 году после крупного крымско-ногайского набега на украинные земли преследовал неприятеля до Северского Донца, однако отбить полон по большому счёту не смог.
В 1560 году был первым воеводой в Туле. В 1562 году вместе с младшим братом Александром навлёк на себя царскую опалу. Имущество братьев было конфисковано, а Михаил Воротынский с семьёй был сослан в тюрьму в Белоозеро. Причиной, по словам Володихина, стала нерасторопность Воротынского при отражении набега Девлет-гирея на Мценск. Воротынского заподозрили в сговоре с ханом, тем более, что на его собственные владения набегов уже давно не наблюдалось. По другой версии, Воротынского наказали за близость к опальным князьям Дмитрию Вишневецкому и Ивану Бельскому, а также к Сильвестру и А. Ф. Адашеву.
В 1565 году воевода был прощён. Ему был возвращёны его земельные владения, за исключением Новосиля, который был включён в опричнину. В сентябре 1566 года был поставлен во главе большого полка в Туле, а в знак примирения царь пожаловал (вернул?) ему боярский титул. Вместе с князьями Иваном Мстиславским и Иваном Бельским, Воротынский руководил Боярской думой перед Земским собором. В 1568—1569 годах отражал поход крымцев на Рязань. В феврале 1569 года получил взамен взятого в опричнину Новосильско-Одоевского удела Стародобский удел.
В 1570—1571 годах он подготовил «Боярский приговор о станичной и сторожевой службе», который был утверждён Боярской думой 16 февраля 1571 года. Этот документ считается первым уставом пограничных войск России. Необходимость регламентирования береговой службы была вызвана нехваткой кадров из-за оттока боеспособных частей на Ливонский театр боевых действий. Устав определял сроки и смены службы, жалование и другие подробности, а за самовольное оставление службы при нападении неприятеля предусматривал смертную казнь.
В мае 1571 года разорительный набег на Москву предпринял хан Девлет-Гирей. Негативно сказались малочисленность русского войска, отсутствие единоначалия, распри между земщиной и опричниной, а также, по-видимому, измена отдельных дворян, затронутых опричными репрессиями. Князь Воротынский руководил земским передовым полком, участвовавшим в обороне столицы. В условиях гибели остальных полков он не мог полноценно противостоять армии Девлет-Гирея и по мере сил вёл бои с отдельными крымскими грабительскими отрядами, преследуя их и отбивая полон.

### Битва при Молодях

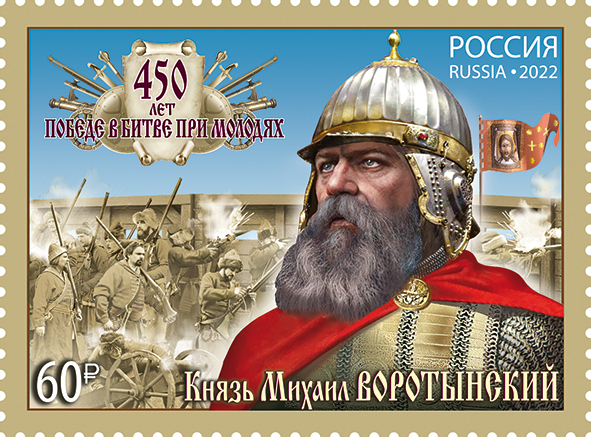
Почтовая марка 2022 год. 450 лет битве при Молодях

После разорения Москвы Воротынский остался старшим из земских воевод, поскольку Бельский погиб, а Мстиславского представили народу как главного виновника трагедии. На следующий год Девлет-Гирей намеревался совершить новый поход, чтобы подчинить ослабленное Русское государство и возобновить систему зависимости наподобие золотоордынского ига. Воротынскому было поручено организовать оборону на Оке. При этом в его распоряжении было сильно поредевшее войско, в котором не хватало опытных бойцов из служилых дворян. Иван Грозный не собирался прекращать Ливонскую войну, а, напротив, проводил всё новые кампании на северо-западе. После смотра войска в Коломне царь не возглавил его, а уехал на север, сославшись на дела в Новгороде.
Армия Воротынского состояла из 20 тысяч человек, в том числе небольшого отряда немецких наёмников. От услуг служилых татар, которые помогли при осаде Полоцка, отказались, опасаясь на сей раз их измены. Правой рукой Воротынского был яркий и талантливый опричный воевода Дмитрий Хворостинин. Орда Девлет-Гирея, явившаяся в июле, превосходила русское войско, как минимум, в два раза. Тщетно попытавшись пересечь Оку, где его поджидало основное войско Воротынского, Девлет-Гирей, оставив отвлекающие отряды, переместился к Сенькиному броду, где его военачальник Теребердей-мурза сумел разгромить 200 русских дворян. Там Девлет-Гирей переправился со своим войском на северный берег и устремился на Москву, где уже готовились к «осадному сиденью». Воротынский снялся с берега и начал преследовать ханское войско. Передовой полк во главе с Дмитрием Хворостининым и Андреем Хованским ударил по арьергарду крымцев. Девлет-Гирей осознал опасность дальнейшего продвижения к Москве, имея сзади решительно настроенную русскую армию, и принял решение развернуться и дать бой.

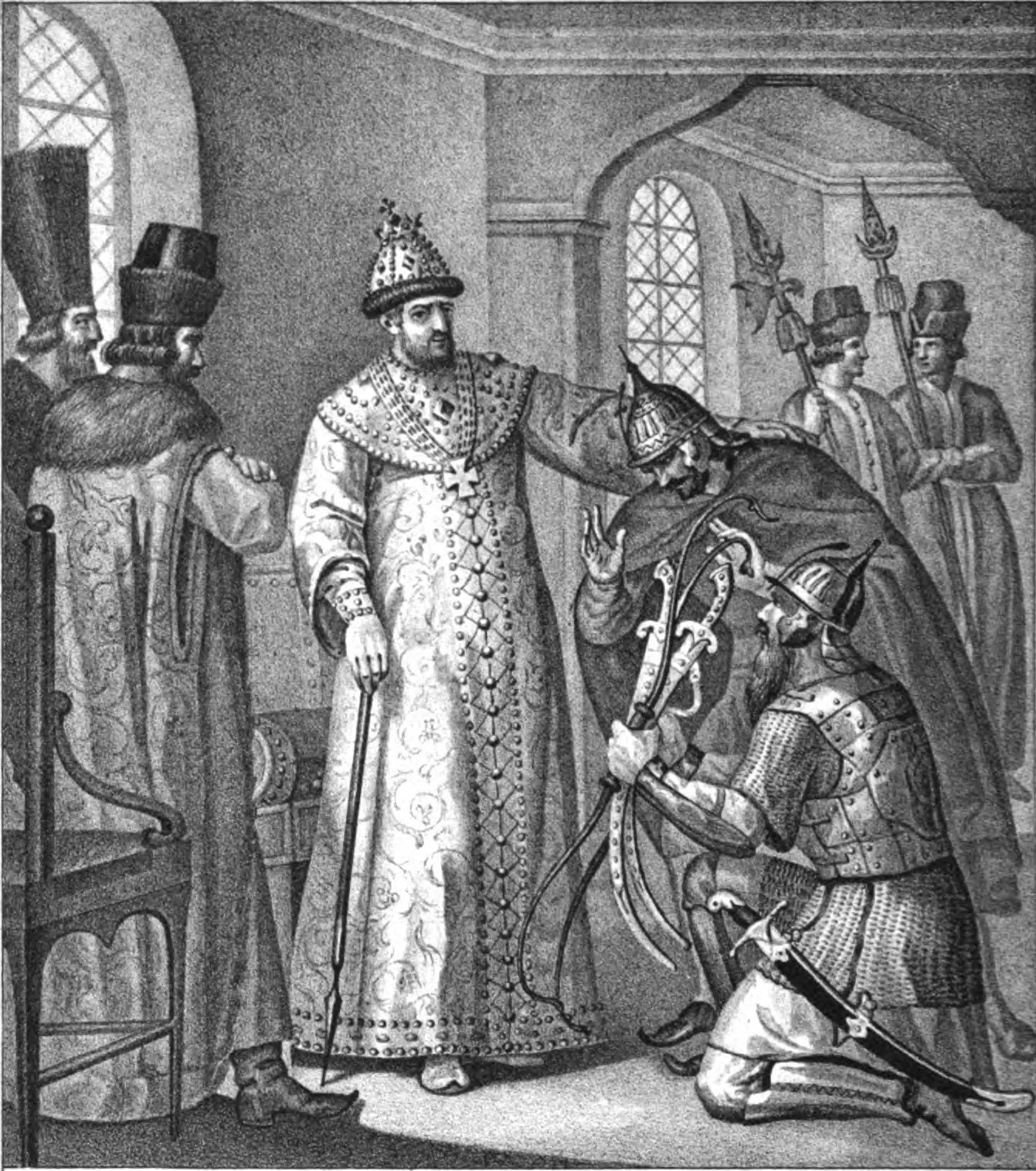
Царю Иоанну IV вручают трофеи, взятые у Девлет-Гирея князем Воротынским, 1572 год

30 июля началось генеральное сражение, от которого зависела дальнейшая судьба Русского царства. Хан послал против сторожевого полка 12 тысяч всадников, но тот целенаправленным отступлением подвёл их под смертоносный артиллерийский огонь из гуляй-города, возведённого на холме близ деревни Молоди. Татары понесли крупные потери. Хан ударил по гуляй-городу всеми своими силами, спешив всадников. Одна волна за другой накатывались на него, устилая холм телами, отступающих громили с флангов конница и казаки, расположенные за холмом. В плен был взят крупный татарский вельможа и полководец Дивей-мурза, а Теребердей-мурза погиб. 
Татары взяли двухдневную передышку, тогда как в гуляй-городе катастрофически не хватало продовольствия и припасов. Обоз был оставлен позади, при преследовании армии крымского хана. Однако 2 августа Девлет-гирей всё же дал приказ для решающего штурма. Согласно летописям, многих татар, лезущих на укрепления, посекли. Многие пали от пищального огня. При этом в определённый момент сражения, Воротынский оставил командование в гуляй-городе Хворостинину, а сам совершил незамеченную вылазку с большим полком долом по берегу реки Рожайки и вышел в тыл крымскому войску. Его удар сзади сопроводился одновременным артиллерийским залпом по татарам из гуляй-города и вылазкой Хворостинина с немецкими наёмниками. Не выдержав двойного удара, татары и ногайцы дрогнули и побежали. Многие из них были перебиты при преследовании вплоть до Оки.

### Смерть Воротынского
Победа при Молодях распространила славу о Воротынском по всей Руси. После битвы Михаил Иванович владел третью Воротынска, Старым Одоевом, Новосилью, удостоился щедрых пожалований: царь вернул ему родовую вотчину — город Перемышль, конфискованный в 1563 году и включённый в следующем году в опричный удел. Также полководцу был возвращён высший титул «слуги и боярина». В апреле 1573 года Воротынский снова был назначен командующим ратью, стоявшей на Оке против крымских татар, однако, служба ещё не успела закончиться, как государь наложил на него свою опалу и велел из Серпухова ехать к Москве.
Согласно Разрядным книгам 1475—1605 и 1559—1605 годов Воротынский был казнён вместе с князем Никитой Одоевским и боярином Михаилом Морозовым, при этом причины не объясняются: «И царь и великий князь положил опалу на бояр и воевод, на князя Михаила Ивановича Воротынского да на князь Никиту Романовича Одоевского да на Михаила Яковлевича Морозова, велел из казнить смертную казнью». По Боярской книге — «выбыл». Генрих Штаден подтверждал, что Воротынский был убит вместе с Одоевским.
Бежавший в Литву князь Андрей Курбский писал в своей «Истории о великом князе Московском», что спустя 10 месяцев после Молодинской битвы князь Михаил Воротынский был по доносу холопа обвинён в намерении околдовать царя и подвергнут пытке огнём. Приговорить Воротынского к смерти царь всё-таки не решился, и измученного пытками князя отправили в Кирилло-Белозерский монастырь, по дороге он умер. Следует учитывать, что Курбский находился в острой оппозиции к Ивану Грозному, а также то, что имя Воротынского не упоминается в «Синодике опальных». При этом известно, что старший сын князя Иван в год смерти отца был назначен воеводой в Муром.
Достоверных сведений о причинах смерти князя в 1573 году нет, советский историк С. Б. Веселовский справедливо по этому поводу замечал: «Непонятно, почему царь Иван дошел до этого после 30-летней непрерывной и блестящей службы М. Воротынского. Если независимо от этого Воротынский обвинялся в колдовстве, то причем в этом деле кн. Олоевский и старик М. Я. Морозов, т. е. тройка главных воевод береговой армии?». Исследователь истории опричнины П. А. Садиков допускал, что одним из выдвигавшихся против Воротынского обвинений являлась преднамеренная порча русской артиллерии во время набега Девлет-Гирея на Москву в 1571 году. 
По мнению историка Л. Е. Морозовой, Воротынский вместе с князем Н. Р. Одоевским были казнены за то, что не сообщили о неявке одного из ведущих воевод, боярина М. Я. Морозова, на службу в Серпухов. За них, судя по всему, это сделали доносчики князья В. Ю. Голицын и В. А. Сицкий, заинтересованные в устранении ведущих воевод, особенно М. И. Воротынского, с которым Голицын затеял местнический спор. Предположение о том, что донос был написан именно ими, возникает из того факта, что оба воеводы во время разбирательства были приглашены в Москву для назначения на более почётную службу, а Голицын даже получил боярский чин. Формально наказание соответствовало «Уставу береговой службы», разработанному самим же М. И. Воротынским — видимо, поэтому он и не упоминается в «Синодике опальных». Однако со стороны царя это очень напоминает повод к давно желанной расправе — Морозов не прибыл на службу, поскольку был тяжело ранен при осаде Колываня (Таллина). И царь, и доносчики не могли этого не знать.
Предполагается, что Михаил Воротынский умер 12 июня 1573 года, или вскоре после этого, и был похоронен в городе Кашине, поскольку погребать его в родовой усыпальнице Кирилло-Белозерского монастыря царь запретил. Лишь 21 января 1606 года прах князя перезахоронен был в монастырской церкви Равноапостольного Великого князя Владимира.
После смерти князя Воротынское княжество было упразднено, а его земли вошли в состав Русского царства.
В январе 1574 года, на пыточном дворе, Иван Грозный лично допрашивал русского пленника Ермолку, вернувшегося из Крыма, требуя сказать правду, кто из бояр изменяет государю: Василий Умной-Колычёв, Борис Тулупов, Иван Мстиславский, Фёдор Трубецкой, Иван Шуйский, Пронские, Хованские, Шереметевы, Хворостинины, Никита Романов, Борис Серебряный; сначала получил ответ, что про всех перечисленных, а также про Ивана Мстиславского и Михаила Воротынского ни от кого ничего не слышали. Но после очередного истязания огнём, испытуемый «сознался» и оговорил обоих. В саботаже московской артиллерии, выставленной против крымского хана в 1571 году, были обвинены, в конечном итоге, Иван и Фёдор Шереметевы.

## Оценка
Историк Дмитрий Володихин считает, что качества Воротынского как военачальника заключались не столько в военном таланте, сколько в мужестве, стойкости и опыте. Воротынский не был мастером быстрых маневренных схваток, что показывает его не совсем безупречный послужной список на Береговой службе. Однако, по словам историка, он был честным, умным и бесстрашным человеком, который был чрезвычайно ценным в ситуациях, когда была необходима твёрдость в прямом бою. Его стойкость и решительность в битве при Молодях сыграла спасительную роль для России в 1572 году, благодаря чему он остался в народной памяти.

## Семья
Был трижды женат. Первой женой была некая Ксения, происхождение которой не установлено. От второй жены княжны Степаниды Ивановны Кубенской имел трех детей: дочь и двух сыновей. Степанида Ивановна умерла 17 сентября 1570 года, похоронена в Смоленском соборе Новодевичьего монастыря в Москве, захоронение сохранилось. Рядом с ней покоится дочь Агриппина. Через год после смерти Степаниды Михаил Иванович, которому было уже около 60 лет, женился на дочери князя Фёдора Татева Елене Фёдоровне. Брак продлился недолго, менее двух лет. Детей не было. В мае 1573 года Елена умерла. Воротынский вновь остался вдовцом. Дети от первых двух браков:
- Стефанида Михайловна Воротынская (ум. до 1557)
- Иван Михайлович Воротынский (ум. 1627), боярин и воевода, один из членов «Семибоярщины».
- Дмитрий Михайлович Воротынский (ум. 26 июня 1584)
- Агриппина Михайловна Воротынская (ум. 1571)

## Память

Памятник князю Михаилу Воротынскому в посёлке Воротынец

Изображён в числе 109 других выдающихся деятелей русской истории на памятнике «Тысячелетие России», в разделе «Военные люди и герои», рядом с князьями Холмским и Даниилом Щеней.
В 2008 году ему также поставлен памятник работы Владимира Нагорнова в поселке Воротынец Нижегородской области.
В 2020 году был снят сериал «Грозный», в котором затронута тема битвы при Молодях и фигурирует Воротынский, роль которого исполняет Юрий Батурин.
27 ноября 2023 в поселке Воротынск Калужской области установлен памятник Воротынскому.